# Носов Дмитро Юрійович
Дмитро Юрійович Носов  (рос. Дмитрий Юрьевич Носов, 9 квітня 1980) — російський дзюдоїст, олімпійський медаліст. Депутат Державної думи Російської Федерації від ЛДПР (2011—2016).

## Виступи на Олімпіадах
| Олімпіада  | Дисципліна                    | Місце |
| ---------- | ----------------------------- | ----- |
| Афіни 2004 | дзюдо, напівсередня категорія | 3T    |